# 宁波铁路枢纽
宁波铁路枢纽是中国浙江省两个铁路枢纽之一，位于宁波市境内。铁路枢纽于2009年开始改建，主要项目包括宁波站改建，宁波东站新建，北环线新建和宁波北站迁建四部分。建成后，宁波将形成“南客北货”的铁路运输格局。

## 铁路线

### 干线
- 杭甬客运专线
- 萧甬铁路
- 甬台温铁路
- 宁波铁路枢纽北环线
- 甬金铁路（建设中）
- 甬舟铁路（建设中）
- 通苏嘉甬铁路（建设中）

### 支线
- 余慈铁路
- 北仑支线
- 洪镇铁路
- 白沙支线（待拆除）
- 穿山港支线
- 大榭支线（规划）
- 象山港支线（规划）

## 主要车站

### 客运站
- 宁波站
- 宁波东站（暂停客运）
- 庄桥站
- 余姚北站
- 余姚站
- 奉化站
- 宁海站

### 货运站
- 宁波北站
- 北仑站
- 镇海站
- 宁波铁路集装箱中心站